# Stawy przy Kampusie UAM Morasko
Stawy przy Kampusie UAM Morasko – zespół dwóch bezimiennych stawów położonych w północnej części Poznania, na terenie Umultowa przy Kampusie Morasko Uniwersytetu im. Adama Mickiewicza w rejonie ulic Hub Moraskich i Umultowskiej. W pobliżu znajduje się osiedle Różany Potok. 

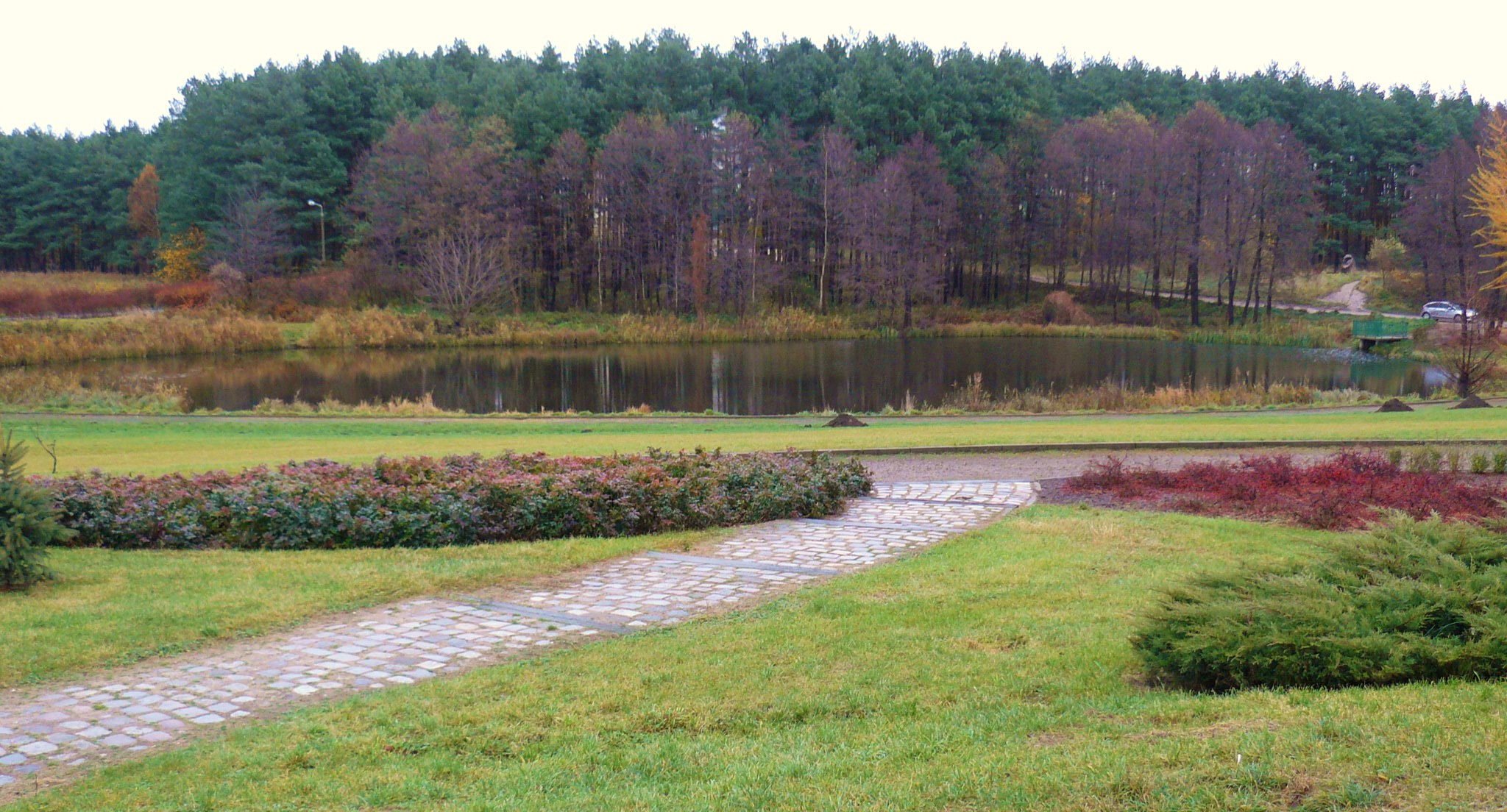
Staw południowy od strony kampusu

Stawy zasilane są przez trzy cieki wodne; Potok Umultowski od strony północnej oraz dwa bezimienne dopływy od strony północno-zachodniej i południowo-zachodniej, które wpadają do stawu północnego. Stawy połączone są ze sobą przepustem pod ulicą Huby Moraskie. W południowo-wschodniej części stawu południowego zlokalizowany jest przepust wodny pod ulicą Umultowską, ciek wodny – Potok Umultowski; wypływający ze stawu południowego wpada do Różanego Potoku.
Staw północny od północno-zachodniej strony otoczony jest przez bagna oraz lasy olszowe i od wschodu lasami sosnowymi, które oddzielają oba stawy od osiedla Różany Potok. Brzegi stawu północnego porastają szuwary trzcinowe, natomiast południowego porośnięte są niewielką roślinnością przybrzeżną. Okoliczne murawy składają się w większości ze sztucznie wprowadzonych: kostrzewy czerwonej, koniczyny białej i życicy trwałej. Staw południowy (w kształcie łzy lub kropli) utworzono sztucznie w 1995 poprzez pogłębienie istniejącego na tym miejscu trzcinowiska. Ma on około 1 hektara powierzchni wraz z szuwarami (lustro wody zajmuje około 0,5 hektara). Tylko staw południowy należy do UAM.
Od końca lat 80, XX wieku zaobserwowano występowanie bobra europejskiego w stawach. W latach 2004–2006 przeprowadzono badania, które wykazały, że obszar zajmowany przez bobry rozciągał się od północnych krańców stawu północnego, przez staw południowy i kończył się na Różanym Potoku przy ulicy Dzięgielowej. Wśród ptactwa wodnego występują krzyżówki, łyski i łabędzie nieme. W okolicznych lasach żyją sarny i dziki. 
W roku 2008 dr Andrzej Nowosad i dr Przemysław Sujak zaobserwowali w stawie żółwie czerwonolice, które w Polsce są gatunkiem inwazyjnym.
Pomiędzy oboma stawami przebiega  szlak turystyczny do Rezerwatu Meteorytów.